# Johann Wilhelm Ludwig Gleim
((Gleim, der Zufriedne))
Johann Wilhelm Ludwig Gleim (Ermsleben, 2 aprile 1719 – Halberstadt, 18 febbraio 1803) è stato un poeta tedesco.

## Biografia
Studiò legge all'Università di Halle e divenne segretario del principe Wilhelm von Brandenburg-Schwedt a Berlino, dove conobbe Ewald von Kleist, divenendone amico. Quando il principe cadde nella battaglia di Praga, durante la Guerra di Successione austriaca, Gleim assunse l'incarico di segretario del principe Leopold di Dessau; ma si dimise poco dopo, non sopportandone la grossolanità.
Nel 1747, nominato segretario del Capitolo della cattedrale di Halberstadt, ebbe il titolo di "Padre Gleim", accordato allora a ogni letterato indipendentemente dalla qualità dei loro lavori letterari. Scrisse molte modeste imitazioni di Anacreonte, Orazio e dei Minnesinger; con la Guerra dei sette anni vennero di moda i canti guerreschi e ne composero Kleist, Ramler e altri: di Gleim sono i Preussische Kriegslieder von einem Grenadier (1758), ispirate alle campagne di Federico II. Un noioso poema didascalico, Halladat oder das rote Buch (1774), e una raccolta di fiabe e di romanze completano la sua produzione poetica.
L'iniziatore, negli anni trenta, della poesia anacreontica, fu Friedrich von Hagedorn (1708 - 1754) la quale tuttavia si affermò solo negli anni quaranta e Cinquanta, declinando rapidamente: «i poeti s'inghirlandavano le tempie di pampini e coronavano di rose i traboccanti calici per cantare in agili e melodiose strofette "Von Trinken und von Küssen / Von Küssen und von Trinken" [Di simposi e baci / di baci e simposi], salvo a dichiarare in qualche prudente prefazione che nella vita reale anch'essi esercitavano la virtù e che le fanciulle da loro cantate erano le loro legittime consorti» (Mittner).
Di carattere generoso, arguto e bonario, la casa del "Tirteo" Gleim, chiamata pastoralmente Hütte, capanna, era invalsa la consuetudine di deporre un obolo e una poesia da leggere e commentare insieme; ospitò volentieri numerosi poeti, Kleist, l'"Orazio" Ramler, l'"Anacreonte" Uz, il "Teocrito" Gessner e la "Saffo" Karsch, oltre a Heinse e a Jacobi, col quale intrattenne nel 1767 un carteggio rimasto famoso per aver mostrato il gusto, allora di moda, delle corrispondenze sentimentali, espressione di un pietismo in via di secolarizzazione.

### Opere
- Sämtliche Werke, 1811–1813

### Studi
- L. Mittner, Storia della letteratura tedesca, Torino, 1971 ISBN 88-06-02055-2